# Гундаппа
Деванахалли Венкатараманайа Гундаппа псевдоним Д. В. Г.  (канн. ಡಿ.ವಿ.ಗುಂಡಪ್ಪ, англ. D. V. Gundappa; 17 марта 1887, Колар, Майсур — 7 октября 1975) – индийский писатель
, поэт, философ, переводчик, журналист. Видный представитель литературы каннада.
У Гундаппы не было особого формального образования, но благодаря самообучению и самоотверженности он получил стипендию на английском, каннада и санскрите. Он перевел «Эшопанишад» на язык каннада.
Был основателем газет на языке каннада «Бхарат» и «Карнатака». Основал Институт по связям с общественностью Гокхале и пропагандировал изобразительное искусство Индии.

## Избранные публикации

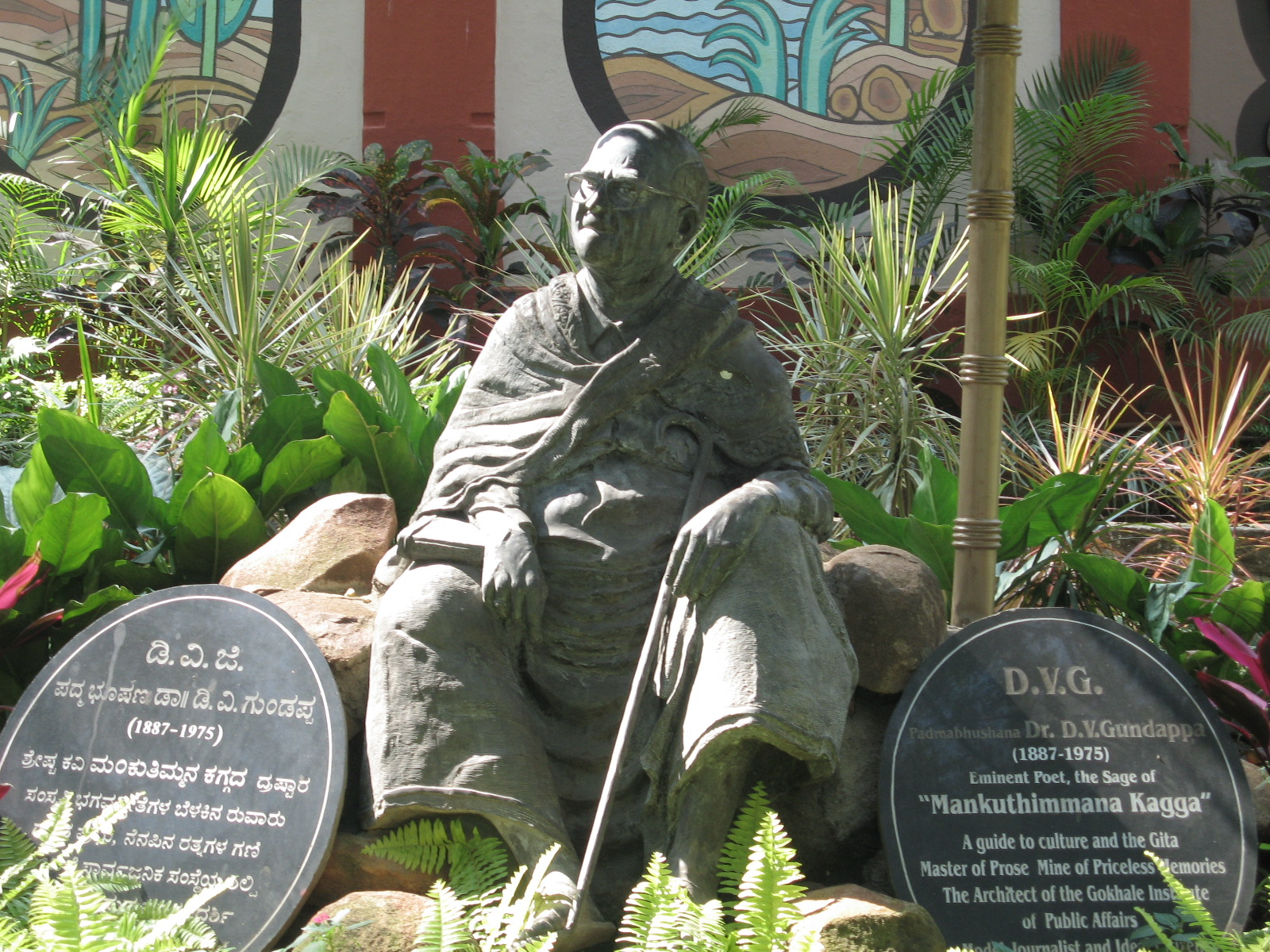
Памятник Гундаппе в парке город Бангалоре.

### Поэзия
- Vasantha Kusumanjali (1922)
- Nivedana (1942)
- Kavite
- Umarana Osage
- Mankuthimmana Kagga
- Marula Muniyana Kagga
- Shri Rama PareekShaNaM
- Antahpura Geete
- Geetha Shaakuntala
- Kethaki Vana (1973)
- "Gauravisu Jeevanava"

### Эссе
- Jeevana saundarya mattu saahitya
- Saahitya Shakti
- Baaligondu Nambike

### Драмы
- Vidhyaranya Vijaya
- Jack ked
- Macbeth
- Kanakaaluka
- Tilottamey

### Биографии
- Diwan Rangacharlu
- Gopalakrishna Gokhale
- Vidyaranyara Samakaleenaru
- Jnapaka chitra shaale 1 to Jnapaka chitra shaale 6
- Halavu mahaneeyaru
- Mysorina Divanaru
- Kalopasakaruu

### Политология
- Rajyanga Tattvagalu
- Rajakeeya Prasangagalu 1 & 2
- Rajya Shastra
- Vrutta Patrike
- Principles of Constitution
- Probity in Public Life

### Духовная проза
- Purushasookta
- Devaru
- Rutha, Satya mattu Dharma
- Ishopanishat

### Детская литература
- Indravajra
- Bekkoji